# Jacobien de Rooij

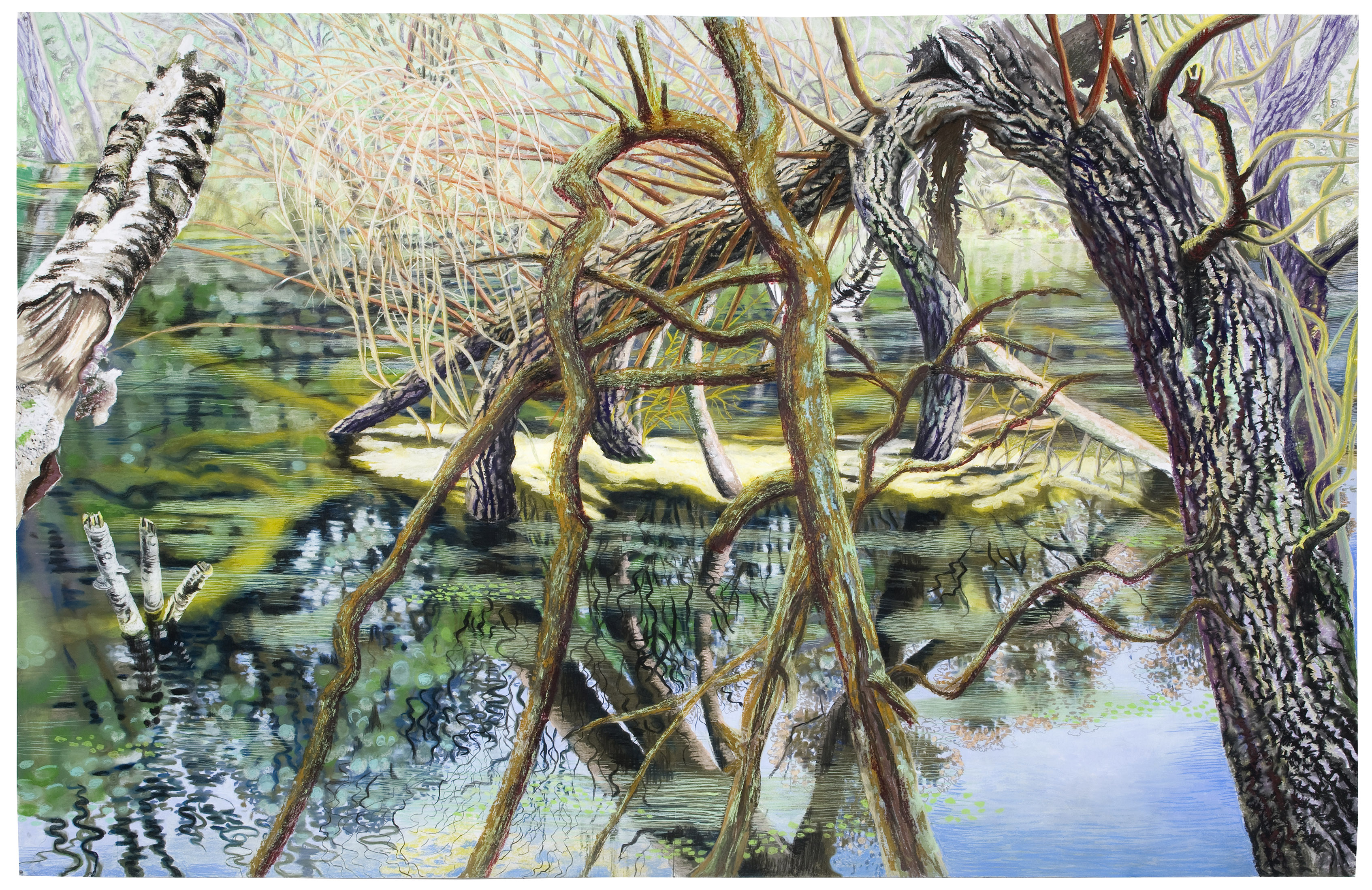
Jacobien de Rooij, Zwaarmoedig gepeinzen (2011)

Jacobien de Rooij (Rotterdam, 13 augustus 1947) is een Nederlandse beeldend kunstenaar. Zij is vooral bekend om haar monumentale tekeningen met voorstellingen die de natuur verbeelden. Zij woont en werkt in Haarlem.
Haar oeuvre bestaat hoofdzakelijk uit tekeningen met pastelkrijt op papier die vaak van mansgrote afmetingen zijn. De voorstellingen lijken realistisch naar de natuur maar komen uit de verbeelding waarbij vormen en kleuren overeenkomst met de natuur vertonen.

## Levensloop
De Rooij studeerde in 1970 af aan de Rietveld Academie. Zij was docent AKV aan de Akademie St. Joost in Den Bosch van 1999 tot en met 2012.
Werk van De Rooij is opgenomen in de collecties van onder meer het Stedelijk Museum Amsterdam, het Rijksmuseum Amsterdam en het Centraal Museum, en in bedrijfscollecties van onder andere ABN Amro Bank en collecties van overheden, waaronder diverse ministeries en het Europees Parlement.